# 2870 Haupt
2870 Haupt este un asteroid din centura principală, descoperit pe 4 iunie 1981 de Edward Bowell.